# 조선의 북진정책

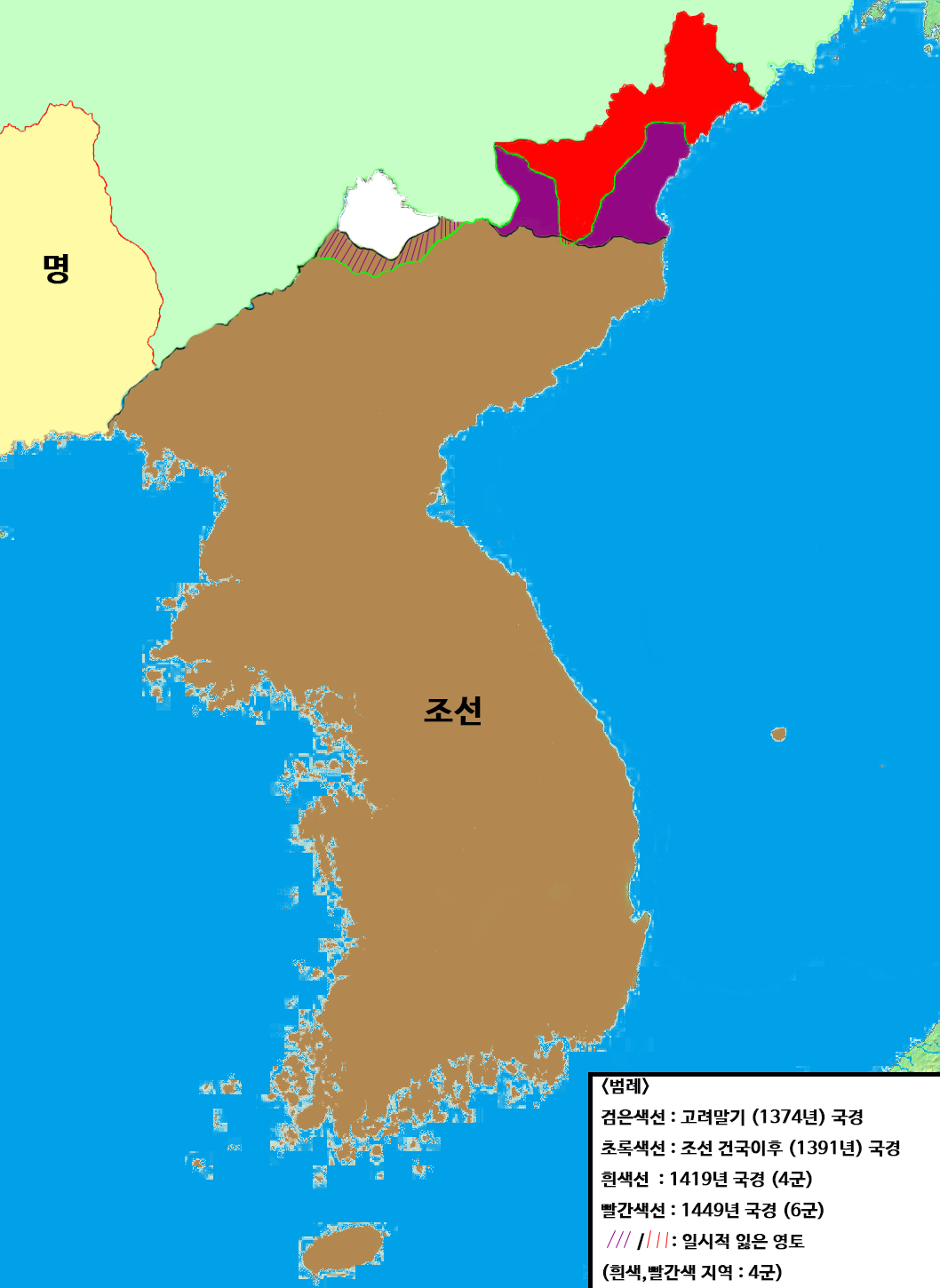
조선의 영토 확장

북진정책(北進定策)은 1392년에 고려의 뒤를 이어 건국된 조선에서도 중시된 대(對)북방정책이다. 태조 시절 정도전의 주도로 군제를 확립하면서 강화된 국방력을 바탕으로 요동을 정벌하기로 결정되었으나, 잇따른 왕자의 난으로 정도전 일파가 제거되고 정국이 불안해지자 중단되었다. 이후 세종 대에 이르러 국제정세의 변화로 인해 요동정벌이 힘들게 되자, 현실적 문제로 부각되던 동북면 경략을 적극 추진하였다. 세종은 최윤덕을 보내 조선의 동북쪽 국경을 자주 침입하던 여진족을 몰아내고 4군을 개척하였으며, 뒤이어 김종서를 보내 여진족을 토벌하고 두만강 일대에 6진을 개척하였다. 이로써 조선의 국경은 압록강과 두만강 일대로 확정되었으며, 현재까지 한반도와 중국의 국경으로 자리잡았다.
그러나 국내정치가 안정되고 국제적으로도 평화가 도래하자, 더 이상 북진정책은 시행되지 않았다. 세조의 대에 이르러 다시 여진족이 발흥하자, 세조는 신숙주를 보내 반항하는 여진족들을 완전히 토벌하는 데 성공하였다. 한편, 명나라의 정통제가 50만 대군을 이끌고 오이라트를 원정하러 떠났다가 크게 패하고 사로잡히는 토목의 변이 발생하자, 세조는 그 틈을 타 요동을 수복하기 위해 군대를 양성하고 북방에 성과 진을 쌓았다. 그러나 세조가 사망하고 명나라도 안정을 되찾으면서 평화가 계속되자, 북진정책은 더 이상 추진되지 않았다.
200년이 지난 이후 병자호란에 대한 설욕을 명분으로 효종 때 잠시 북벌론이 대두되었으나, 실행되지는 않았다.

## 태조의 요동수복 운동

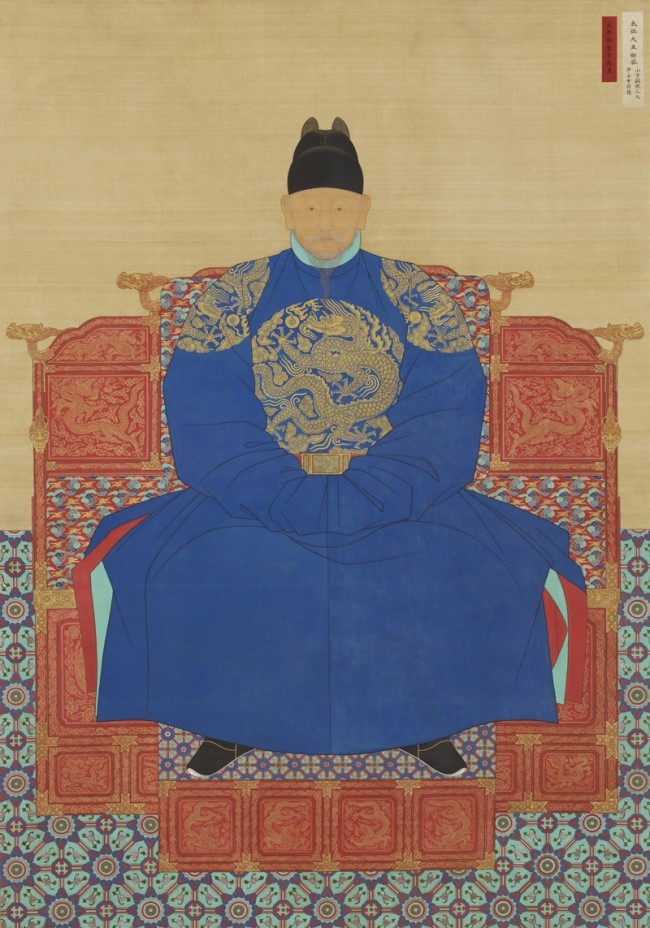
조선을 건국한 태조 이성계

고려의 신흥무인세력으로 조선 왕조를 개창한 이성계는 고려말에 공민왕의 동녕부 공격 당시 군대를 이끌고 요양성을 함락시킨 뒤, 예로부터 우리나라의 땅이라고 선포하기도 했었다. 조선이 건국된 후에도 고구려의 옛 땅인 요동을 수복하려는 움직임은 계속되었는데, 이를 경계한 명나라의 홍무제는 사신을 보내 다음과 같이 협박하기도 했다:
지난번에 절동(浙東)·절서(浙西)의 백성 중에서 불량한 무리들이 그대를 위하여 소식을 보고하기에, 이미 수십 집을 죽였소. 그 고려의 산천 귀신이 어찌 그대가 화단(禍端)을 만들어 재앙이 백성에까지 미치게 될 줄을 알지 못하겠는가? 이것이 흔단(釁端)을 일으킨 것의 한 가지요,

사람을 보내어 요동(遼東)에 이르러 포백(布帛)과 금은(金銀)의 종류를 가지고 거짓으로 행례(行禮)함으로써 사유(事由)로 삼았으나, 마음은 우리 변장(邊將)을 꾀는 데 있었으니, 이것이 흔단(釁端)을 일으킨 것의 두 가지요,

요사이 몰래 사람을 보내어 여진(女眞)을 꾀여 가권(家眷) 5백여 명을 거느리고 압록강을 몰래 건넜으니, 죄가 이보다 큰 것이 없었소. 이것이 흔단(釁端)을 일으킨 것의 세 가지요,

입으로는 신하라 일컫고 들어와 조공(朝貢)한다 하면서도, 매양 말을 가져올 때마다 말 기르는 사람[豢馬]으로 하여금 길들여 보게 하니, 말은 모두 느리고, 또한 모두 타서 피로한 것들이니, 업신여김의 한 가지요,

국호(國號)를 고치는 일절(一節)은 사람을 보내어 조지(詔旨)를 청하므로, 그대의 마음대로 하도록 허용했는데, 조선(朝鮮)을 계승하여 그대가 후손이 되게 하였소. 사자(使者)가 이미 돌아간 후에는 오래도록 소식이 없으며, 도리어 흔단(釁端)을 만드니 업신여김의 두 가지이다.

...(중략)...어찌 그대의 고려에서 속히 병화(兵禍)를 일으키는가? 짐은 또 장차 상제(上帝)에게 밝게 고(告)하고, 장수에게 명해서 동방을 정벌하여 업신여기고 흔단을 일으킨 두 가지 일을 설욕(雪辱)할 것이오. 만약 군사가 삼한(三韓)에 이르지 않더라도 장차 여진의 사람들을 꾀어 전가(全家)를 떠나오게 할 것이니, 이미 간 여진의 모든 사람을 돌려보낸다면 짐의 군사는 국경(國境)에 들어가지 않을 것이오.

이외에도 조선이 명나라에 보내는 국서에 오만한 글이 있다고 하며 조선을 압박하였다. 조선에서는 사신을 보내 이를 해명하려 했으나, 홍무제가 정도전을 보내라고 하자, 조선 조정에서는 더 이상 이와 같은 오만무례한 요구는 참을 수 없다는 여론이 확산되었다. 정도전을 중심으로 명나라를 공격해 위엄을 세우자는 주장이 우세하였으며, 마침내 요동정벌이 확정되었다. 한편, 조준은 정도전을 보내어 명나라와 화해해야 된다고 아뢰었다. 정도전은 남은과 함께 조준을 찾아가서 설득했다:
| “ | 요동(遼東)을 공격하는 일은 지금 이미 결정되었으니 공(公)은 다시 말하지 마십시오. | ” |

그러나 태조의 요동수복 운동은 곧 왕자의 난이 일어나 정도전과 남은 등이 제거되면서 중단되었다. 정도전을 지지하던 태조 역시 옥좌에서 물러났으며, 명나라와 친하던 이방원이 정종과 조준을 허수아비로 내세우고 정권을 장악했다. 이후 조선은 명나라와 친선 관계를 수립하였다.

## 세종의 북방 개척
서북면에 접한 명나라와 평화 국면에 접어든 조선은, 세종의 대에 이르러 대마도 정벌을 통해 왜구의 근거지를 소탕함으로써 변방에 안정이 찾아온 듯 했다. 하지만 동북면에서는 여진족의 빈번한 침입이 새로운 문제로 부각되었다. 이에 세종은 최윤덕을 보내 압록강 상류의 여진족들을 몰아내고 4군을 설치했다. 이어서 세종은 두만강 주변에 여섯 성을 개척토록 하여 북방을 안정시켰는데, 이 일을 김종서가 맡았다. 김종서가 약 10년간의 노력 끝에 6진 개척을 완수하고 나서야 조선은 비로소 안전지대가 될 수 있었다. 이를 계기로 압록강과 두만강으로 북계를 확정할 수 있었고, 고려시대 이후 끊임없이 계속되던 여진족의 내침으로부터 한동안 벗어날 수 있었다.

## 세조의 북방 정책
여러 여진족 가운데 조선과 가장 충돌이 빈번했던 부족은 건주여진, 특히 이만주의 무리였다. 이미 세종 때 조선은 여러 차례 군대를 보내 이만주를 비롯한 여러 여진족들을 격파하고 복속시켰으나, 여전히 위협적인 존재로 남아 있었다. 계유정난을 통해 집권하여 강력한 중앙집권체제를 확립한 세조는 이들을 완전히 멸해 후환을 없애기로 작정하였다. 마침 1467년에 명나라가 사신을 보내와 동맹을 맺고 여진족을 토벌하자고 제의했다. 세조는 처음에 여진족들이 이미 숨거나 도망쳤을 것이라 짐작하고 별 기대를 하지 않았으나, 강순과 남이 등에게 군사를 주어 건주위의 본거지를 치도록 했다. 세조의 예상과 다르게 이만주 일당은 도망치지 않고 무방비로 있다가 조선군의 급습을 받았으며, 마침내 조선군은 이만주와 그 일가를 몰살시키는 대승을 거두었다.

## 효종의 북벌 추진
병자호란으로 인해 인조는 여진족의 청나라에 굴욕적인 항복을 했으며, 아들 소현세자와 봉림대군은 청나라에 볼모로 끌려갔다. 소현세자는 아담 샬 등과 교류하며 발전된 청나라의 문물을 수용하고자 했으나, 인조의 노여움을 사 귀국 후 돌연 사망하였다. 이후 청나라에 대해 설욕을 꿈꾸던 봉림대군이 귀국하여 인조의 뒤를 이어 즉위하니, 그가 효종이다. 효종은 곧 김자점을 비롯한 친청 세력을 몰아내고 척화론자들을 중용하여 북벌 계획을 강력하게 추진하였다. 이같은 북벌 계획은 실행에는 옮기지 못했다.

## 같이 보기
- 고려의 북진 정책
- 효종의 북벌

## 참고 문헌
- 《태조실록》
- 《태종실록》
- 《세종실록》
- 《세조실록》
- 《효종실록》